# Coupe du monde de rugby à neuf 2019
Navigation
[[Coupe du monde
de rugby à neuf 2023|Édition suivante]]
La Coupe du monde de rugby à neuf 2019 est la première édition de la Coupe du monde de rugby à neuf. Il s'agit d'un tournoi de rugby à neuf international, qui se déroule du 18 octobre 2019 au 19 octobre 2019 au Western Sydney Stadium de Sydney, en Australie. Même si de grands tournois internationaux ont déjà été organisés, ces derniers ne portaient pas officiellement le nom de « Coupe du Monde ».
Il oppose aussi bien des équipes masculines que féminines, les deux tournois étant organisés parallèlement.
Cette première édition voit la suprématie des équipes de l'hémisphère du sud ; ainsi seule l'Angleterre rejoint le dernier carré du tournoi masculin, toutes les autres équipes de l'hémisphère nord étant éliminées après la phase de poules. 
L'Australie remporte chez elle le tournoi masculin face à la Nouvelle-Zélande alors que le scénario inverse se produit pour le tournoi féminin avec une victoire de la Nouvelle-Zélande sur son homologue australienne. 
À noter que ce tournoi se déroule selon une parfaite équité hommes femmes : joueuses ou joueurs reçoivent ainsi les mêmes montants de prime (1 230 €). 

## Candidatures
La candidature de l'Australie est retenue par la Fédération internationale de rugby à XIII. 

## Stade
La National Rugby League sélectionna la région de Sydney comme région hôte. Les compétitions se déroulent au Western Stadium de Sydney dont les équipes résidentes sont respectivement les Parramatta Eels et Wests Tigers en rugby à XIII et les Western Sydney Wanderers en football . 
| Stade           | Capacité | Lieu   | Clubs résidents                                                                       | Image |
| --------------- | -------- | ------ | ------------------------------------------------------------------------------------- | ----- |
| Western Stadium | 30 000   | Sydney | - Paramatta Eels et Wests Tigers (rugby à XIIl) - Western Sydney Wanderers (football) |       |

## Équipes invitées

### Hommes
Les équipes invitées sont au nombre de douze : il s'agit de l'Australie, de  la Nouvelle-Zélande, de l'Angleterre, des  Tonga,  des  Samoa, de la France, de la Papouasie-Nouvelle-Guinée, des  Fidji,  du pays de Galles, du Liban, des Iles Cook et, enfin, des États-Unis d'Amérique.
La participation du Liban reste  incertaine, en raison d'un conflit entre la fédération libanaise et les joueurs de l'équipe nationale.
Elles sont reparties, selon le choix de l'organisateur et non par tirage au sort, en trois groupes de quatre équipes,.
De manière surprenante au regard de l'histoire du rugby à XIII, l'organisateur australien, la NRL, présente comme des « nations de rugby à XIII traditionnelles » l'Australie, la Nouvelle-Zélande et l'Angleterre, comme des « nations émergentes », les Tonga, Fidji, Samoa et les îles Cook mais ne mentionnent pas les autres nations (la France, mais aussi le pays de Galles) dans sa promotion de l'évènement.
À l'instar de sa sélection à XIII, à la suite d'un conflit avec la fédération internationale et la fédération du Tonga, le Tonga est représenté par une « équipe d'invitation » (Tonga Invitational).

### Femmes
Les équipes invitées sont au nombre de quatre. Il s'agit de trois équipes océaniennes (l'Australie, la Nouvelle-Zélande, la Papouasie-Nouvelle-Guinée) et d'une équipe européenne, l'Angleterre.

## Règles en vigueur
Les matchs se disputent par mi-temps de neuf minutes.  Les changements sont illimités parmi les seize joueurs désignés par équipe. 
Par rapport au rugby à XIII, il y a un tenu de moins (c'est-à-dire cinq au lieu de six).
En plus des règles habituelles, la « règle du 20-40 » est introduite à l'occasion de cette coupe du monde. Il s'agit d'une règle qui permet au joueur d'une équipe de botter dans ses 20 mètres le ballon : si celui-ci tombe dans les 40 mètres de l'équipe adverse et sort en touche, alors l'équipe du joueur ayant tenté le coup de pied, bénéficiera de l'introduction dans la mêlée.
Les points sont comptés de la façon suivante : un essai marqué dans la zone d'en but entre les deux poteaux compte cinq points (contre quatre en rugby à XIII).

### Format et répartition des équipes du tournoi masculin
Les équipes sont reparties en trois groupes :
| Groupe A - Australie - Nouvelle-Zélande - Papouasie-Nouvelle-Guinée - États-Unis d'Amérique | Groupe B - Angleterre - France - Liban - pays de Galles | Groupe C - Tonga ("équipe d'invitation") - Îles Cook - Fidji - Samoa |  |

Les groupes ont été formés par l'organisateur australien pour des raisons qui lui sont propres. Probablement pour assurer des phases finales les plus compétitives possibles mais certainement aussi pour se garantir un bon « remplissage » des stades.
On note ainsi que les groupes sont très déséquilibrés. Le groupe A semble être le « groupe de la mort » avec deux nations majeures, une nation moyenne et les États-Unis comme nation émergente. Le groupe B est un groupe facile pour l'Angleterre, trois nations moyennes devant se disputer la deuxième place. Toutes les équipes européennes du tournoi sont dans ce groupe. Le groupe C est un groupe intégralement océanien, ce qui n'est pas si fréquent dans le monde du sport international.
Généralement, que ce soit par tirage au sort ou non, les organisateurs d'une compétition internationale veillent à une répartition équilibrée des continents dans les poules ou les groupes. Il s'agit aussi d'un deuxième groupe de la mort, trois équipes étant susceptibles de gagner le groupe. Les Îles Cook étaient véritablement condamnées à un exploit pour en sortir, mais elles réussissent mieux que prévu en finissant deuxième du groupe.

### Format et répartition des équipes du tournoi féminin
Les quatre équipes participantes sont les suivantes :
- Australie
- Nouvelle-Zélande
- Papouasie-Nouvelle-Guinée
- Angleterre

## Arbitres officiels
Dans les faits, la neutralité des arbitres n'est pas formellement assurée en XIII international. Il est donc probable que tous les matchs soient arbitrés par des arbitres professionnels australiens.

## Déroulement de la compétition

### Hommes

#### Poule A
Les matches de la poule A sont marqués par l'absence de surprise. Seule la Papouasie-Nouvelle-Guinée crée une « mini-sensation » en ne perdant que d'un point face à la Nouvelle-Zélande, lors de la deuxième journée.
La Nouvelle-Zélande se qualifie au titre du meilleur deuxième. Un match nul face aux « Kumuls » papous (qu'elle ne battra finalement que d'un point) aurait pu l'empêcher d’accéder aux demi-finales. 
| Poule A |                       |   |   |   |   |    |     |     |
| Rang    | Équipe                | J | V | N | D | PP | PC  | Pts |
| 1       | Australie             | 3 | 3 | 0 | 0 | 92 | 23  | 6   |
| 2       | Nlle-Zélande          | 3 | 2 | 0 | 1 | 76 | 42  | 4   |
| 3       | Papouasie-Nlle-Guinée | 3 | 1 | 0 | 2 | 44 | 54  | 2   |
| 4       | États-Unis            | 3 | 0 | 0 | 3 | 21 | 114 | 0   |

| 18 octobre | Australie              | 25 - 12 | Nlle-Zélande           | Bankwest Stadium, Sydney |
| 18 octobre | Papouasie- Nlle-Guinée | 27 - 10 | États-Unis             | Bankwest Stadium, Sydney |
| 19 octobre | Nlle-Zélande           | 18 - 17 | Papouasie- Nlle-Guinée | Bankwest Stadium, Sydney |
| 19 octobre | Australie              | 41 - 11 | États-Unis             | Bankwest Stadium, Sydney |
| 19 octobre | Nlle-Zélande           | 46 - 0  | États-Unis             | Bankwest Stadium, Sydney |
| 19 octobre | Australie              | 26 - 0  | Papouasie-Nlle-Guinée  | Bankwest Stadium, Sydney |

#### Poule B
La France réitère sa contre-performance contre le Liban : comme lors de la Coupe du monde de rugby à XIII 2017, elle perd contre les « Cèdres ». Ceux-ci étant souvent, il faut le préciser, des joueurs évoluant en Australie. Cependant, les Anglais perdent à leur tour face aux Libanais. Mais en battant le pays de Galles et la France sur des scores élevés, l'Angleterre maintient son rang de meilleure nation européenne. 
Du fait de la présence d'un joueur âgé de 16 ans dans leur effectif, entré en tant que remplaçant dans le match face à la France, le Liban est finalement pénalisé des deux points de sa victoire dans cette rencontre.
| Poule B |                |   |   |   |   |    |    |     |
| Rang    | Équipe         | J | V | N | D | PP | PC | Pts |
| 1       | Angleterre     | 3 | 2 | 0 | 1 | 76 | 24 | 4   |
| 2       | Liban          | 3 | 2 | 0 | 1 | 42 | 46 | 2   |
| 3       | France         | 3 | 1 | 0 | 2 | 35 | 56 | 2   |
| 4       | pays de Galles | 3 | 1 | 0 | 2 | 35 | 62 | 2   |

| 18 octobre | France     | 8 - 12  | Liban          | Bankwest Stadium, Sydney |
| 18 octobre | Angleterre | 25 - 4  | Pays de Galles | Bankwest Stadium, Sydney |
| 19 octobre | France     | 23 - 6  | Pays de Galles | Bankwest Stadium, Sydney |
| 19 octobre | Angleterre | 13 - 16 | Liban          | Bankwest Stadium, Sydney |
| 19 octobre | Liban      | 14 - 25 | Pays de Galles | Bankwest Stadium, Sydney |
| 19 octobre | Angleterre | 38 - 4  | France         | Bankwest Stadium, Sydney |

#### Poule C
Le premier match de la Poule C se termine par une surprise : la victoire des Îles Cook face aux Tonga sur le score de 30 à 7. Ce qui aura pour conséquence de rendre toute qualification pour les demi-finales quasiment impossible pour les Tonga : elles doivent en effet gagner les deux matches suivants. Face à des Samoa impressionnantes, qui remportent leur trois matches, la nation favorite, probablement minée par les problèmes avec sa fédération, ne parvient qu'à éviter la dernière place de la poule.
| Poule C |           |   |   |   |   |    |    |     |
| Rang    | Équipe    | J | V | N | D | PP | PC | Pts |
| 1       | Samoa     | 3 | 3 | 0 | 0 | 73 | 41 | 6   |
| 2       | Îles Cook | 3 | 2 | 0 | 1 | 46 | 34 | 4   |
| 3       | Tonga     | 3 | 1 | 0 | 2 | 48 | 71 | 2   |
| 4       | Fidji     | 3 | 0 | 0 | 3 | 44 | 65 | 0   |

| 18 octobre | Tonga | 7 - 30  | Îles Cook | Bankwest Stadium, Sydney |
| 18 octobre | Samoa | 32 - 17 | Fidji     | Bankwest Stadium, Sydney |
| 19 octobre | Samoa | 17 - 4  | Îles Cook | Bankwest Stadium, Sydney |
| 19 octobre | Tonga | 21 - 17 | Fidji     | Bankwest Stadium, Sydney |
| 19 octobre | Fidji | 10 - 12 | Îles Cook | Bankwest Stadium, Sydney |
| 19 octobre | Tonga | 20 - 24 | Samoa     | Bankwest Stadium, Sydney |

#### Tableau final
|  | Demi-finales | Demi-finales |    |  | Finale    | Finale |  |
|  |              |              |    |  |           |        |  |
|  | Australie    | 25           |    |  |           |        |  |
|  | Samoa        | 8            |    |  |           |        |  |
|  |              |              |    |  | Australie | 24     |  |
|  |              | Nlle-Zélande | 10 |  |           |        |  |
|  | Nlle-Zélande | 22           |    |  |           |        |  |
|  | Angleterre   | 6            |    |  |           |        |  |

#### Demi-finale

##### Australie - Samoa
19 octobre 2019 au Bankwest Stadium, Sydney
Homme du match :
Points marqués :
- Australie : 4 essais de Ponga (1re), Addo-Carr (7e), Brimson (15e) et Frizell (17e) ; 3 transformations de Cherry-Evans (7e) et de Moses (15e et 17e)
- Samoa : 2 essais de Seve (4e et 12e).

Évolution du score : 7-0, 7-4, 11-4, 11-8 (mt), 18-8, 25-8
Arbitre : 
Spectateurs : 
- Australie : Ponga, Cherry-Evans, Addo-Carr, Hunt, W. Graham, Moses, Frizell, Gutherson, Feldt, C. Graham, Fifita, Brimson, Papenhuyzen - Entraîneur : Malcolm Meninga
- Samoa : Seve, Lafai, To'o, Luai, Afoa, Levi, J. Leilua, L. Leilua, Leota, Blore, Fa'asuamaleaui, Chee Kam, Sao - Entraîneur : Matt Parish

##### Nouvelle-Zélande - Angleterre
19 octobre 2019 au Bankwest Stadium, Sydney
Homme du match :
Points marqués :
- Nouvelle-Zélande : 4 essais de Maumalo (2e), Isaako (5e et 14e), Smith (10e) ; 3 transformations d'Isaako (3)
- Angleterre : 1 essai de McGillvary (12e) ; 1 transformation d'Austin (12e) .

Évolution du score : 6-0, 10-0 (mt), 16-0 , 16-6, 22-6
Arbitre : 
Spectateurs : 
- Nouvelle-Zélande : Isaako, Maumalo, Nikora, Nicoll-Klokstad, Johnson, Simonsson, Nikorima, Blair, Tetevano, Harawira-Naera, Ah Mau, Tapine, Smith - Entraîneur : Michael Maguire
- Angleterre : Clark, Graham, Hall, Austin, Widdop, McGillvary, Whitehead, Tomkins, Sutton, Burgess, Handley, Watts, Williams - Entraîneur : Wayne Bennett

#### Finale

##### Australie - Nouvelle-Zélande
19 octobre 2019 au Bankwest Stadium, Sydney
Homme du match :  Mitchell Moses
Points marqués :
- Australie : 4 essais de Moses (5e, 7e et 17e) et Feldt (15e) ; 3 transformations de Moses (15e)
- Nouvelle-Zélande : 2 essais de Smith (3e) et Isaako (7e) ; 1 transformation de Isaako (7e)

Évolution du score : 0-4, 7-4, 7-10, 13-10 (mt), 17-10, 24-10
Arbitre : 
Spectateurs : 
- Australie : Ponga, Cherry-Evans, Addo-Carr, Hunt, W. Graham, Moses, Frizell, Gutherson, Feldt, C. Graham, Fifita, Brimson, Papenhuyzen - Entraîneur : Malcolm Meninga
- Nouvelle-Zélande : Isaako, Nikora, Nicoll-Klokstad, Johnson, Simonsson, Nikorima, Smith, Blair, Tetevano, Harawira-Naera, Ah Mau, Tapine, Proctor - Entraîneur : Michael Maguire

### Femmes

#### Phase de poule
| Groupe A |                       |   |   |   |   |    |    |     |
| Rang     | Équipe                | J | V | N | D | PP | PC | Pts |
| 1        | Australie             | 3 | 3 | 0 | 0 | 94 | 18 | 6   |
| 2        | Nlle-Zélande          | 3 | 2 | 0 | 1 | 65 | 38 | 4   |
| 3        | Angleterre            | 1 | 1 | 0 | 0 | 33 | 79 | 2   |
| 4        | Papouasie-Nlle-Guinée | 3 | 0 | 0 | 3 | 22 | 79 | 0   |

| 18 octobre | Angleterre   | 25 - 4  | Papouasie-Nlle-Guinée | Bankwest Stadium, Sydney |
| 18 octobre | Australie    | 22 - 8  | Nlle-Zélande          | Bankwest Stadium, Sydney |
| 19 octobre | Nlle-Zélande | 24 - 12 | Papouasie-Nlle-Guinée | Bankwest Stadium, Sydney |
| 19 octobre | Australie    | 42 - 4  | Angleterre            | Bankwest Stadium, Sydney |
| 19 octobre | Australie    | 30 - 6  | Papouasie-Nlle-Guinée | Bankwest Stadium, Sydney |
| 19 octobre | Nlle-Zélande | 33 - 4  | Angleterre            | Bankwest Stadium, Sydney |

#### Finale
La finale oppose les deux premières équipes du classement.
La Nlle-Zélande s'impose 17-15 contre l'Australie en finale.

### Bilan de la compétition féminine

#### Statistiques joueuses
Classements du tournoi féminin

### Équipe de rêve masculine
La sélection « Dream team » ou « Équipe de rêve » de cette édition 2019 est :
| Poste | Joueur         |
| ----- | -------------- |
| 1     | Mitchell Moses |
| 2     | Josh Addo-Carr |
| 3     | David Fifita   |
| 4     | Jamayne Isaako |
| 5     | Shaun Johnson  |
| 6     | Danny Levi     |
| 7     | Jarome Luai    |
| 8     | Reece Robinson |
| 9     | Paul Ulberg    |

## Médiatisation
Les matches sont retransmis par les chaines de télévision australienne Fox Sports et Nine.
À la fin du premier semestre 2019, les chaines de télévision françaises n'avaient pas encore indiqué si elles couvraient l'évènement : finalement, elles ne l'ont pas fait.
Néanmoins les matches sont diffusés via une application « OVO  » de la société Langley Smith:  les téléspectateurs français, comme les autres, peuvent donc suivre cette Coupe du monde gratuitement.

### Vidéographie
- Présentation vidéo de l'évènement par la Fédération internationale de rugby à XIII